# Granat zaczepny wz.24
Granat zaczepny wz. 24 – granat zaczepny polskiej produkcji, używany podczas wojny obronnej w 1939 r.  przez Wojsko Polskie. Granat był wykonany z cienkiej blachy, rozrywającej się w trakcie wybuchu na bardzo wiele małych raniących odłamków. Produkowano również inne wersje tego granatu:
- łzawiące
- dymne
- zapalające

W granatach zapalających stosowano zamiast materiału wybuchowego zapalające się w trakcie eksplozji chemikalia. Dwa granaty zaczepne wz.24 oraz dwa granaty obronne wz.33 stanowiły podstawowe wyposażenie żołnierza II Rzeczypospolitej. Do produkcji granatu zaczepnego wz.24 użyto zapalnika ze zwłoką wz.Gr.31.
Jednostka Ognia [JO] granatów ręcznych:
- zaczepne wz.24 – 10 na drużynę piechoty, 5 na pluton kawalerii;
- obronne wz.33 – 5 na drużynę piechoty, 3 na pluton kawalerii.

Normalna dotacja 2…3 JO.